# Петковци (област Габрово)
Вижте пояснителната страница за други значения на Петковци.
Петковци е село в Северна България. То се намира в община Дряново, област Габрово.

## Население
Преброяване на населението през 2011 г.
Численост и дял на етническите групи според преброяването на населението през 2011 г.:
|                     | Численост | Дял (в %) |
| Общо                | 5         | 100,00    |
| Българи             | 5         | 100,00    |
| Турци               | 0         | 0,00      |
| Цигани              | 0         | 0,00      |
| Други               | 0         | 0,00      |
| Не се самоопределят | 0         | 0,00      |
| Неотговорили        | 0         | 0,00      |

## География
Село Петковци се намира в планински район.